# Смърч
Смърч (Picea) е род иглолистни дървета от семейство Борови (Pinaceae), включващ около 35 вида. Дървото прилича на бора и расте по същите места. До 15-а година расте бавно, а най-бързо между 40 и 60-а година от своя растеж. В България се среща само един вид, обикновен смърч (Picea abies), обикновено по северните склонове на планините, тъй като изисква постоянна влажност на почвата и въздуха.

## Общи сведения
Смърчът е право и стройно дърво. Стъблото му е високо до 95 m (ситков смърч, Picea sitchensis) и дебело до 4 m. Кората на младите стъбла е гладка, сивозелена, а понякога става сивокафява и се напуква. Живее до 1200 години. Корените на смърча са разположени плитко под повърхността на почвата. Короната му прилича на боровата, само че смърчът разпростира клоните си чак до земята, а при бора долните клони изсъхват и се окастрят от вятъра.
Иглиците на смърча са гъсто наредени по клонките, тънки, тесни и с остри връхчета. Дълги са до 2,5 cm. Имат по едно или две надлъжни каналчета, пълни със смола. Запазват се на дървото от 5 до 12 години. Всяка година едни иглици опадат, а други израстват наново. Иглиците на смърча, за разлика от боровите, са по-къси.
Смърчът цъфти през май—юни. Шишарките му са увиснали надолу. Узряват през октомври. Семената са заострени и имат дълго крилце. То образува вдлъбнатина като лъжичка, където е прикрепено семето. Ако семето не се посее до 3 години, не може да поникне.
Смърчът не издържа в задимените населени места. Като малка фиданка расте под сянката на другите дървета, докато острият му връх се издигне високо към слънцето.

## Използване
Дървесината на смърча е мека и лека като на бора. Употребява се за различни цели – от строителството до специализирани области, като производството на дървени самолети и музикални инструменти. Смърчовете са едни от най-важните дървета за производството на хартия, тъй като имат дълги дървесни влакна. Те се отглеждат в обширни райони с тази цел.
Смърчовете са и популярни декоративни дървета, заради своята вечнозелена симетрична издълженоконична корона. По същата причина някои видове, най-вече обикновеният и сръбският смърч, се използват като коледни дръвчета.
В миналото, преди масовото производство на синтетични смоли, се е използвала и смолата на смърча, като според една хипотеза латинското му име (Picea) произлиза от думата pix, „смола“. От клоните и игличките може да се прави смърчова бира, а от върховете на игличките - сироп. Някои индиански племена са използвали корените на някои видове за плетене на кошници. В критични ситуации отвара от игличките на смърча може да се използва за предотвратяване на развитието на скорбут, тъй като те съдържат значително количество витамин C.

## Видове
Секция Casicta
- Picea engelmannii – Западна Северна Америка, важен за горското стопанство
- Picea glauca – северните части на Северна Америка, важен за горското стопанство
- Picea jezoensis – Североизточна Азия
- Picea pungens – Скалисти планини
  - Picea punges var. argentea, сребрист смърч
- Picea sitchensis, ситков смърч – тихоокеанско крайбрежие на Северна Америка, важен за горското стопанство

Секция Omorika
- Picea alcockiana – Централна Япония
- Picea balfouriana – Западен Китай
- Picea breweriana – Кламат
- Picea brachytyla – Югозападен Китай
- Picea farreri – Североизточен Мянмар, Югозападен Китай
- Picea glehnii – Северна Япония, Сахалин
- Picea likiangensis – Югозападен Китай
- Picea mariana – северните части на Северна Америка
- Picea omorika, сръбски смърч – Сърбия
- Picea purpurea – Западен Китай
- Picea rubens – Североизточна Северна Америка, важен за горското стопанство
- Picea spinulosa – Източни Хималаи

Секция Picea
- Picea abies, обикновен смърч – Европа, важен за горското стопанство
- Picea alpestris – Алпи
- Picea asperata – Западен Китай
- Picea chihuahuana – Северозападно Мексико
- Picea koraiensis – Корея, Североизточен Китай
- Picea koyamae – Япония
- Picea martinezii – Североизточно Мексико
- Picea maximowiczii – Япония
- Picea meyeri – Северен Китай
- Picea morrisonicola – Тайван
- Picea neoveitchii – Северозападен Китай
- Picea obovata – Северна Скандинавия, Сибир
- Picea orientalis, кавказки смърч – Кавказ, Североизточна Турция
- Picea schrenkiana – Централна Азия
- Picea smithiana – Западни Хималаи
- Picea torano – Япония
- Picea wilsonii – Западен Китай

## Други
- Вековно смърчово дърво расте в местността Шабаница край село Триград, Южна България. Обиколката на дънера му е 4,10 m, а височината – 50 m.
- На смърча е наречена улица в квартал „Белите брези“ в София (Карта).